# فلوربل بيريز
فلوربل بيريز (بالإسبانية: Florbel Pérez)‏ (مواليد 7 يونيو 1928) هو سبّاح أوروغواياني، مثّل بلاده في الألعاب الأولمبية الصيفية 1948.

## روابط خارجية
فلوربل بيريز على موقع الاتحاد الدولي للسباحة (الإنجليزية)
- فلوربل بيريز على موقع أوليمبيديا (الإنجليزية)